# 羅納德鎮區 (密歇根州)
羅納德鎮區（英語：Ronald Township）是位於美國密歇根州愛奧尼亞縣的一個行政鎮區。

## 地方資料
羅納德鎮區的面積為94.50平方千米，當中陸地面積為94.10平方千米，而水域面積為0.40平方千米。根據2020年美國人口普查的數據，當地共有人口1861人，而人口密度為每平方千米19.69人。